# Sharpsburg (Geórgia)
Sharpsburg é uma cidade  localizada no estado americano de Geórgia, no Condado de Coweta.

## Demografia
Segundo o censo americano de 2000, a sua população era de 316 habitantes.
Em 2006, foi estimada uma população de 329, um aumento de 13 (4.1%).

## Geografia
De acordo com o United States Census Bureau tem uma área de 1,4 km², dos quais 1,4 km² cobertos por terra e 0,0 km² cobertos por água. Sharpsburg localiza-se a aproximadamente 276 m acima do nível do mar.

## Localidades na vizinhança
O diagrama seguinte representa as localidades num raio de 16 km ao redor de Sharpsburg.